# 볼레스와프 2세 시초드리
볼레스와프 2세(폴란드어: Bolesław II, 1039년/1042년/1043년 ~ 1081년/1082년 4월 2일/4월 3일)은 폴란드 공작이자 세 번째 폴란드 왕이다. 별명은 관대공(폴란드어: Szczodry 시초드리[*]).

## 생애
볼레스와프는 카지미에시 1세 오드노비치엘의 장남으로 태어나 1058년 그를 계승하였다. 한동안 혼란에 빠진 폴란드를 카지미에시 1세가 정리하였지만, 여전히 폴란드의 영토는 할아버지 볼레스와프 1세 흐로브리 이래로 줄어들고 있었는데 볼레스와프는 이를 다시 회복하고자 하였다. 그의 가장 가까운 적은 보헤미아 왕국이었다. 폴란드는 실롱스크 지방을 영유하는 대가로 보헤미아에 공물을 바치고 있었는데, 볼레스와프는 이를 거부하고 전쟁을 일으켰다. 그러나 첫 번째 대 보헤미아 전쟁은 성공적이지 못하였고 보헤미아 왕 브라티슬라프 2세에게 딸인 스바타바를 시집보내는 것으로 마무리 지어졌다. 한편, 볼레스와프의 지원으로 그의 동맹인 벨러 1세가 헝가리의 왕위에 올랐다.
볼레스와프의 동방정책은 보다 성공적이었다. 1069년 키예프 공으로 이자슬라프 1세를 옹립하는 데 성공하여 러시아에서의 폴란드의 영향력을 넓히는 데 성공하였고 보헤미아 등의 다른 적을 러시아의 협력 하에 견제할 수 있었다. 그러나 브라티슬라프 2세는 신성 로마 제국에 도움을 청했지만, 당시 황제 하인리히 4세는 서임권 분쟁으로 교황 그레고리오 7세와 분쟁중이었고 카노사의 굴욕 사건이 터지는 바람에 전쟁이 발발하지는 않았다. 교황청과의 관계가 좋았음에도 불구하고 볼레스와프는 하인리히 4세와의 분쟁에서는 이득이 없었다. 1076년 12월 26일 볼레스와프는 교황청으로부터 폴란드의 왕으로 인정받아 공식적으로 왕위에 올랐다. 1078년 이지아슬라프 1세가 사망함에 따라 볼레스와프는 두 번째로 키예프 공위 계승에 개입하였는데, 이때 폴란드의 귀족들이 반란을 일으켰다. 볼레스와프는 이를 잔인하게 진압하였는데 그 과정에서 볼레스와프는 귀족들의 편을 들었던 크라쿠프 주교 슈체파누프의 스타니스와프를 죽였다. 이 사건으로 인하여 볼레스와프는 공분의 대상이 되었고 결국 1079년 폴란드를 떠나야 했다.

## 참고 자료
본 문서에는 현재 퍼블릭 도메인에 속한 브리태니커 백과사전 제11판의 내용을 기초로 작성된 내용이 포함되어 있습니다.